# Йойстейн I
Йойстейн I (на старонорвежки: Eysteinn Magnússon; на норвежки: Øystein Magnusson), е крал на Норвегия от 1103 до 1123 г.

## Биография
Роден е през 1088 или 1089 г. След смъртта на баща си крал Магнус III Босоногия, Йойстейн управлява страната заедно с полубратята си Сигурд I Кръстоносеца и Олаф Магнусон (всичките от различни майки). Най-голям от тримата е Йойстейн, Сигурд е година по-малък, а Олаф е повече от десет години по-млад от тях, т.е. на практика твърде млад, за да може да управлява самостоятелно. Поради това неговите земи също се управляват от двамата му по-големи братя.
За разлика от войнствения Сигурд с неговия тригодишен кръстоносен поход в Светите земи, Йойстейн е описван в скандинавските саги като миролюбив владетел, занимавал се с вътрешните дела на Норвегия, бил обичан от поданиците си и в сагите е дадена висока оценка на дейността му. Занимавал се с укрепването на страната, строял сгради, издигал църкви, особено съсредоточил усилията си в Берген, който по негово време се превърнал в процъфтяващ търговски център.
Йойстейн се жени за Ингеборг Гутомсдатер, потомка на знатна норвежка фамилия, която му ражда дъщеря Мария. Мария става по-късно майка на претендента за трона Олаф Нещастния, коронован през 1166 г., но свален от трона от Магнус V Ерлингсон и принуден да бяга от страната.
Йойстейн умира от болест през 1123 г. и Сигурд I Кръстоносеца остава единствен владетел.